# مسجد جمعه نخجوان
مسجد جمعه نخجوان (انگلیسی: Juma Mosque, Nakhchivan) یک مسجد پیشین و یکی از بناهای تاریخی مجموعه معماری اتابکان آذربایجان در شهر نخجوان کشور جمهوری آذربایجان است. این بنای تاریخی در سده بیستم میلادی ویران شد و تنها در تصاویر و عکس‌های مربوط به سده نوزدهم ثبت شده است.